# El castillo soñado
El castillo soñado es una película de 2003 dirigida por Tim Fywell. Está basada en la novela homónima publicada en 1948 por Dodie Smith.

## Sinopsis
Una historia de amor ambientada en la década de 1930 que sigue a Cassandra Mortmain, de 17 años, y la fortuna de su excéntrica familia, luchando para sobrevivir en un castillo decadente inglés. Cassandra sufre sensaciones desde felicidad a tristeza, desde celos hasta dolor. 
La novela, de Dodie Smith, es considerada una obra maestra de la literatura juvenil, enamorando, entre otros importantes autores, a J. K. Rowling.

## Personajes
- Cassandra Mortmain.
- Simon Cotton.
- James Mortmain.
- Rose Mortmain.
- Topaz Mortmain.
- Neil Cotton.
- Stephen Colley.
- Elspeth Cotton.
- Thomas Mortmain.
- Aubrey Fox-Cotton.
- Leda Fox-Cotton.
- El Vicaro.
- Madre.